# دبليو. إي. د. روس
دبليو. إي. د. روس (بالإنجليزية: W. E. D. Ross)‏ هو كاتب أمريكي، ولد في 1912 في سانت جون في كندا، وتوفي بنفس المكان في 1 نوفمبر 1995.